# 페트르 시코라 (1976년)
페트르 시코라(체코어: Petr Sýkora, 1976년 11월 19일 ~ )는 체코의 은퇴한 아이스하키 선수로 포지션은 라이트윙이다. 내셔널 하키 리그(NHL)의 뉴저지 데블스, 마이티 덕스 오브 애너하임, 뉴욕 레인저스, 에드먼턴 오일러스, 피츠버그 펭귄스, 미네소타 와일드에서 활약했다. 2000년에 뉴저지 데블스 소속으로, 2009년에 피츠버그 펭귄스 소속으로 스탠리 컵 우승을 차지했으며, 스탠리 컵 파이널에 9회 진출했다.